# فينيل بروبانويد

فينيل ألانين

حمض السيناميك

فينيل بروبانويد هي فصيلة واسعة من المركبات العضوية التي تصطنع في النباتات من الحمض الأميني فينيل ألانين. يشتق الاسم من مجموعة الفينيل ومن الباقي الكربوني ذي الذرات الثلاث من حمض السيناميك، والذي يجري تصنيعه في النبات من الفينيل ألانين كخطوة أولى في عملية الاستقلاب.

## الوفرة
إن وفرة مركبات فينيل بروبانويد كبيرة وذلك كمستقلبات ثانوية للعديد من مركبات الفينولات الطبيعية وغيرها من المركبات العطرية.
توجد مركبات فينيل بروبانويد في العديد من النباتات في المملكة النباتية، حيث تقوم بدور حيوي وذلك كمكوّن في البوليمرات البنائية الداعمة، وفي تأمين الحماية من الأشعة فوق البنفسجية، وغيرها من الوظائف الحيوية الأخرى. يختلف تركيز مركبات فينيل بروبانويد في النباتات حسب التغيرات في إمكانية الوصول إلى المغذّيّات.